# Orikkai
Orikkai es una ciudad censal situada en el distrito de Kanchipuram en el estado de Tamil Nadu (India). Su población es de 12638 habitantes (2011). Se encuentra a 72 km de Chennai y a 4 km de Kanchipuram.

## Demografía
Según el censo de 2011 la población de Orikkai era de 12638 habitantes, de los cuales 6318 eran hombres y 6320 eran mujeres. Orikkai tiene una tasa media de alfabetización del 83,69%, superior a la media estatal del 80,09%: la alfabetización masculina es del 90%, y la alfabetización femenina del 77,43%.